# Electragruppen
Electra Gruppen AB var en svensk detaljhandelskedja tidigare noterad på Nasdaq OMX, Small Cap. Koncernen grundades under namnet Electra 1949 av Gunnar Lissinger som en radiohandlare. Företaget förser olika företag med hemelektronikprodukter. Företaget omsatte 2013 1,5 miljarder kronor.
Electragruppen äger telekomkedjan RingUp till 100 procent, hemelektronikkedjan Digital Butikerna och hemelektronikkedjan Audio Video. Electra har tecknat ett samarbetsavtal med Brightpoint som gäller inköp och distribution av telekomprodukter. Electra förvärvade 2009 51% av bolaget B Linderholms AB som är ett grossistbolag med småelprodukter och hemelektronik.  och juni år 2014 köper Electra upp de resterande 49 % av B Linderholms AB = 100% ägare av bolaget.
Electragruppen erbjuder 3PL logistik och kostnadseffektiva IT-lösningar till företag. De största kunderna är sedan flertal år tillbaka Viasat, Hi3G, Halebop och Boxer.
Electras butiksdatasystem SMART är egenutvecklat för kedjor. Electra sköter drift, support, utveckling och förvaltning av butiksdatasystemet som är implementerat i nio kedjor. Electra Gruppen tar och köper upp Em (butikskedja) år 2018.
Electra Gruppen gick samman med Elon Group år 2022.
Butiksdatasystemet Smart såldes till FDT-System AB år 2022.